# Eliza Crisp
Eliza Crisp, född 1822, död 1873, var en amerikansk skådespelare. 
Hon var gift med skådespelaren William Henry Crisp. Paret emigrerade från Storbritannien till USA, och fick en framgångsrik karriär i Alabama och Georgia, där maken blev direktör för Athenaeumteatern i Mobile och teatern i Montgomery, och deras teatersällskap uppträdde även i Georgias teatrar. De tillhörde de mer välkända gestalterna inom teaterkonsten i Sydstaterna före amerikanska inbördeskriget. Eliza Crisp var en framgångsrik skådespelare som både agerade och regisserade pjäser. 
Vid amerikanska inbördeskrigets utbrott 1861 lyckades Eliza Crisp personligen övertala staden Atlantas myndigheter att inte förbjuda teaterverksamhet i krigstid, och motarbetade uppfattningen om att teater i krigstid var lättsinnigt och omoraliskt genom att hålla föreställningar där förtjänsten donerades till insamlingar för konfedererade soldater och deras familjer. Efter kriget turnerade teatersällskapet 1870–1873 i Texas, där hon avled. 